# Nagygyimót, Veszprém
Nagygyimót  este un sat în districtul Pápa, județul Veszprém, Ungaria, având o populație de 573 de locuitori (2011). 

## Demografie
Componența etnică a satului Nagygyimót
     Maghiari (99,45%)
     Germani (0,55%)
Componența confesională a satului Nagygyimót
     Romano-catolici (60,03%)
     Luterani (14,14%)
     Reformați (12,57%)
     Fără religie (3,66%)
     Necunoscută (9,6%)
     Alte religii (2,09%)
Conform recensământului din 2011, satul Nagygyimót avea 573 de locuitori. Din punct de vedere etnic, majoritatea locuitorilor (99,45%) erau maghiari.  Din punct de vedere confesional, majoritatea locuitorilor (60,03%) erau romano-catolici, existând și minorități de luterani (14,14%), reformați (12,57%) și persoane fără religie (3,66%). Pentru 9,6% din locuitori nu este cunoscută apartenența confesională.